# گردنه هزارچم
گردنهٔ هزارچم گردنه‌ای است بسیار زیبا که تهران را به کجور متصل می‌سازد و در سر حد شمالی بلوک طالقان واقع شده‌است. از طرف مغرب البرز را از طالقان و از سمت شمال کلاردشت و تنکابن را از ناحیهٔ مزبور جدا می‌کند.